# Вист
Вист (от английски: Whist) е игра с карти, която се играе от 4 играчи и всеки играе за себе си. Възникнала е в Англия през 17 век. Вист заимства някои страни от бридж и белот, като има следните предимства:
- това е по-непретенциозна игра и може да се играе от начинаещи;
- това е развлекателна, тиха игра;
- това е семейна игра.
- това е комбинирана игра, която изисква около 2 часа време.

Вист се играе в 3 части:
- Първа част (7 игри), в която се натрупват отрицателни точки и се играе без коз.
- Втора част (4 игри), в която се натрупват положителни точки и се играе с коз, като всеки от партньорите избира коза.
- Трета част (4 игри), в която се натрупват положителни точки и представлява пасианс.

## Общи правила
- Играта се играе с колода от 52 карти – по 13 от всеки цвят.
- Раздаването на картите става по една, по посока обратна на часовниковата стрелка.
- Подреждането на картите по сила (власт) е подобно на бриджа: Асо (А) > Поп (К) > Дама (Q) > Вале (J) > 10 > 9 > 8 > 7 > 6 > 5 > 4 > 3 > 2.
- При игра без и с коз „качването“ не е задължително;
- При игра с коз „цакането“ не е задължително.

### Първа част
Състои се от 7 последователни игри, както следва:
- Без купи – всяка взета купа носи -2 т. (общо -26 т.)
- Без „ръце“ – всяка взета „ръка“ носи -2 т. (общо -26 т.)
- Без мъже – всеки взет Поп или Вале носят по -3 т. (общо -24 т.)
- Без Дами – всяка взета Дама носи -7 т. (общо -28 т.)
- Без Поп купа – вземането му носи -18 т.
- Без последните две „ръце“ – всяка от тях носи по -17 т. (общо -34 т.)
- Без „всичко“ – точкува се всяка купа, „ръка“, Поп и Вале, Дама, Поп купа и последните две ръце по точки, описани по-горе (общо -156 т.)

В края на тази част се прави сбор на отрицателните точки за всеки играч.

### Втора част
- Всеки от играчите получава правото да обяви коз, като козът се обявява от първия играч след раздаващия картите.
- Точкуват се взетите „ръце“ – всяка по +5 т. (общо 65 т. на игра).
- В края на тази част се прави сбор на получените точки.

### Трета част
- Играят се 4 последователни пасианса.
- За начало на подреждането на всеки цвят се счита деветка, поставена в средата. След поставяне на деветката, от лявата и от дясната ѝ страни се започва с 8 и 10, а върху тях се нареждат останалите карти, както следва: върху 8 – картите в низходяща сила, като приключва с 2; върху 10 – картите във възходяща сила, като приключва с Ас.
- Всеки играч има право да постави 1 карта. Изключение се прави когато играчът има подходящи карти от двете страни на деветката на същия цвят. Тогава той може да постави от 2 до 8 карти едновременно.
- Победител в пасианса е първият, който е приключил картите си.
- Точкуването е, както следва: за първия +20 т., за втория +10 т., за третия 0 т., за четвъртия -10 т.

След приключване на третата част се прави баланс и се установява кой играч е победител в играта Вист.